# Ţāqcheh Jīq
Ţāqcheh Jīq (persiska: باغچه جیق, Ţāghcheh Jīq, Bāghcheh Jīq (2), (۲) باغچه جیق, Bāghcheh Jīq, طاقچه جیق, تاغچه جیق) är en ort i Iran.   Den ligger i provinsen Östazarbaijan, i den nordvästra delen av landet, 500 km väster om huvudstaden Teheran. Ţāqcheh Jīq ligger 2 006 meter över havet och antalet invånare är 258.
Terrängen runt Ţāqcheh Jīq är kuperad.Runt Ţāqcheh Jīq är det ganska glesbefolkat, med 22 invånare per kvadratkilometer. Närmaste större samhälle är Gol Akhor, 17,1 km norr om Ţāqcheh Jīq. Trakten runt Ţāqcheh Jīq består i huvudsak av gräsmarker.